# 862
862(팔백육십이)는 861보다 크고 863보다 작은 자연수다.

## 수학
- 합성수로, 그 약수는 1, 2, 431, 862이다. 진약수의 합은 434이므로, 862는 부족수다.
- {\displaystyle 95^{5}-1}은 862로 나누어떨어진다.

## 과학·기술
- NGC 862(영어판): 봉황자리 방향에 있는 타원은하.
- 도스 코드 페이지 862

## 군사
- U-862(일본어판, 영어판, 독일어판): 제2차 세계 대전에 사용된 나치 독일의 군용 잠수함. 일본 제국군에 편입되어 사용되기도 했다.

## 문화유산
- 대한민국의 보물 제862호: 지자총통

## 기타
- 연도: 862년, 기원전 862년